# Fekete 7984
A Fekete 7984 (E152) (más néven(Black 7984, Food Black 2, vagy C.I. 27755) egy sötétbarna-fekete szintetikus színanyag, általában tetra-nátrium só formájában kapható.
Élelmiszerek és kozmetikumok színezésére használják.
Az USA-ban és az EU-ban 1984 óta nem használják. Ezt követően Ausztráliában és Japánban is felfüggesztették használatát.[forrás?]
Allergiás reakciókat okozhat, valamint hisztamin-felszabadító hatása miatt az asztmás tüneteket erősítheti.[forrás?]